# Paroecanthus tibialis
Paroecanthus tibialis är en insektsart som beskrevs av Henri Saussure 1897. Paroecanthus tibialis ingår i släktet Paroecanthus och familjen syrsor. Inga underarter finns listade i Catalogue of Life.